# Јегра
Јегра или, новије, Егер (мађ. Eger, словен. Jáger, лат. Agria) град је у северној Мађарској и броји око 56.000 становника. Јегра је управно средиште покрајине Хевеш. Град је познато туристичко средиште са бањским садржајима.

## Географија
Град Јегра се налази у северном делу Мађарске. Од престонице Будимпеште град је удаљен 140 km источно. Река Јегра се улива са десне стране у реку Тису. Најближи већи град Јегри је Мишколц, неким 50 km источно.
Јегра се сметила у јужној подгорини, између гора Бука и Матре, у области побрђа. Јужно од града пружа се Панонска низија, док се северно издиже горје.

## Историја
Област Јегре насељена је од времена каменог доба. У раном средњем веку била су насељена германска и словенска племена. У 10. веку долазе Мађари и освајају дату област. Егер постаје важно место и око 1009. године, за време владавине првог угарског краља Стефана I, основана је римокатоличка епископија (1804. подигнута на архиепископију). Два Хрвата, Фрањо Франкопан и Антун Вранчић, били су римокатолички епископи Јегре. Град је страдао за време монголске најезде 1242. године, када је потпуно уништен. За време владавине Матије Корвина Егер доживљава праву ренесансу и важан је град тадашње Угарске.
Године 1488. Владислав од Јегра је постао бан, после смрти Блажа Мађара.
Турски султан Сулејман Величанствени је 1566. године кренуо из Цариграда, и маја месеца је једним крилом војске напао по други пут на Јегру, па Ђур и Коморан. Повукао се да би свом силом напао Сигетвар, где је била мала посада под Зрињским. У 16. веку тврдо се бранио турских напада, али су Османлије дефинитивно освојили Егер тек 1596. године и њему владали 91 годину, до 1687. године. Из тог доба сачуван је 35 m висок минарет, најсевернији турски минарет у целој Европи. Хусејин-паша је једно време био заповедник вароши Јегре. Рачански монах Исаија је оставио запис о помрачењу Сунца у Јегри 1699. године.
Град је ослобођен од турске окупације 1687. године, и од тада креће његов развој. Након ослобођења од османлијске власти, у току 18. века претежно је изграђен у барокном стилу. Бивша миноритска црква (1758—1771) убраја се међу најлепше споменике своје врсте у Мађарској. Православна српска црква (1784—99) важи за једну од највећих православних црква Мађарске и позната је по богатом иконостасу (1789—1791). Данас је музеј српске и црквенословенске културе града.
У Јегри је 1861. године радила једна државна виша гимназија, на којој су се школовали многи Срби.
Почетком 20. века 1905. године у вароши Егеру су: ПТТ комуникације, жељезничка станица, има десет лекара, две болнице, две апотеке и јавно купатило.
У 20. веку град је проживео два светска рата прилично „безболно“, па је очувао своје богато старо градско језгро и друго наслеђе. Стога је данас Јегра прворазредно туристичко одредиште у Мађарској.

## Становништво
По процени из 2017. у граду је живело 53.876 становника.
| 1990.  | 2001.  | 2011.  | 2017.  |
| ------ | ------ | ------ | ------ |
| 61.892 | 58.173 | 56.569 | 53.876 |

Град је 1861. године имао више од 10.000 становника. Мађари чине 98% становништва града, а остатак су углавном Роми и Немци.

## Срби у Јегри
У раздобљу од 16. до 19. века у Јегри је постојала значајна заједница Срба, Грка и Цинцара. О Србима староседеоцима сведоче називи два околна брда: Рац хеђеш и Тихамир. Када су Турци 1596. године заузели Јегру, католичку цркву Св. Августина дали су православним Србима. У делегацији Јегре која је ишла у Кошице 14. августа 1694. године да тражи маистратско уређење, били су претставници, Срби (мађаризованог имена и презимена) Сигмунд Бајаи и Јоан Фекете. Срби су се ту масовно досељавали од 1696. године. Мада је њих ту било, а и у другим мађарским градовима, још од 12. века за време угарске краљице Јелене. Српски значај у Јегри је нагло ослабио у време побуне куруца, који су протерали велики број Срба. Сачувано је писмо које су писали 8. јула 1715. године Јован Дорожанин презвитер и Јанко биров компанијски. Требало је да они, 1716. године, дођу као посланици на српски црквено-народни сабор у Карловцима.
По Јегри је била названа Јегарска епархија, у доба Пећке патријаршије најсевернија православна српска епархија. Кад је 1713. године укинута, њено подручје припојено је Бачкој епархији, те је и епископ бачки понео звање епископа бачко-сегединског и јегарског. Пре неколико година у Српској православној цркви успостављено је и звање викарног епископа јегарског.
Деспот српски Ђорђе Бранковић је тамновао и у Јегри, где је писао своју познату хронику, и где је најпосле и умро 1711. године. Бранковић је био заточен у каменој тврђави са неколико кула, од којих се највећа звала "црна", висока као београдска кула Небојша. У њој је у једној просторији, у дрвеном поду са поклопцем била покривена тамница мрачна тек метар и по широка. Ту је он провео у потпуном мраку прву годину дана, а спуштали су му ужетом само воду и хлеб. Остатак ропства, 21 годину држан је Ђорђе у истој кули, са истим третманом али не у рупи, већ у мрачној просторији. Године 1743. кости су му пренете и сахрањене у манастиру Крушедолу.
Бивши владика Јегарски 1715. године Јефрем Бањанин, био је прешао у "унију" (владика био и 1701). Поп Јован Дорожанин је 1715. године био православни парох у Јегри. Потписали су меморијал 19. октобра 1732. године Срби Јегарци, предвођени свештеномонахом Петронијем, Ристо Стојановић, Макарије Дунђерин, Влајко Фелдвари, Перо Симић, Михаил Видаковић, Ставро Баро црквени газда, Лепоје Сарвашлија, Јамандија Марковић, Јово Јорговић, Јован Боднаровић и Стојан црквени син. Поп Теодосије Миросављевић родом Сомборац, дошао је 1735. године да буде парох у месту. И ту се бавио до 1741. године. Арсеније Јорговић је 1744. године био јегрички посланик на српском народном сабору у Карловцима. Жалили су се 1744. године Срби у Јегри "да се са њима поступа као са робовима". Представљали су православно острво усред католицизма. Године 1747. владика бачки Висарион Павловић је издао синђелију свештенику Јосифу Витковићу (умро 1769), за парохију у вароши Јегри. Од 1740. године започео јегарске парохијске матрикуле поп Атанасије Поповић. У граду је између 1740-1750. године радила српска школа. Учитељ српски био је у то време Роми Димитрије. У Јегри је рођен 1721. године јеромонах Атанасије Михајловић, који се јавља 1753. године у манастирском братству Врдника. Други становник Јегре, немеш Стефан Рожа бавио се 1779. године као поклоник у српском Хиландару, на Светој Гори.
Василије Алексовић из Јегре, био је православац Србин, па се покатоличио и одродио - постао "Паулинер". Он је много важних дела мађарских написао и објавио на мађарско језику.
У Јегри је живела током 18-19. века српска породица Витковић, која је дала више свештеника и образованих људи. Протопрезвитер поп Јосиф Витковић (1720—1769) био је прво парох у Сегедину, па премештен у Јегру. Он је син заслужног аустријског официра Петра, којег је царица Марија Терезија одликовала орденом од 16 дуката. Поп Јосифу је у раду помагао јеромонах Јефрем Бођанац (1752). У другој половини 18. века српски учитељ у Јегри је био извесни Роми Димитрије (1752). Он је изазвао сплетком велико неповерење у Јегри према православцима Србима, нанео им много штете. Одговарао је на оптужбе за издају земље поп Стефан Витковић и трговци јегарски: Арсеније Јорговић, Дука Димић и Адам Хоџа - "Московит" су морали ићи у Будим, да се оправдају. Били су затворени у будимску тзв. "Окрњену кулу" до 1753. године. Јосифов отац Петар, и двојица других Срба Цвејић и Шарпа су ишли код царице Марије Терезије, да избаве заточенике. Царица их је том приликом све одликовала за заслуге. Јосиф је имао два сина: Михаила, сенатора јегарског и поп Петра пароха јегарског. Петар Витковић (1754—1808) је изучио школу код Језуита у Јегри, а затим о трошку трговца Тинта студирао филозофске науке у Бечу. Тамо се упознао са Доситејем Обрадовићем, који га је учио грчким језиком. Петар се вратио кући у Јегру 1774. године, и уместо да постане калуђер како је желео, по вољи мајчиној рукоположен је новембра исте године за свештеника. Ступио је одмах као капелан код јегарског пароха поп Гаврила Крестића. Када је 1776. године Крестић отишао у Темишвар, да буде протопрезвитер, Петар поста јегарски парох. Био је Петар 28 године свештеник у Јегри, и последњих четири у Будиму. Поп Петар је заслужан што је црквена општина измлила дозволу да уместо оправке старе цркве, може правити нову. Искористио је попа долазак цара Јосифа II у Јегру, и згодном приликом се лично обратио младом владару, када је овај посетио српску цркву. Цар је изјавио тада: "Зидајте нови храм Божији и молите се Богу за мене!". Црква је прилозима Срба са свих страна заиста подигнута за четири године. Временом је дошло до сукоба по верској основи између православних Срба и Грка у Јегри, а поп Петар није могао да их сложи, па је напустио Јегру да би био до смрти парох у Будиму. Петар је имао вредну библиотеку која је међутим настрадала 1810. године током великог пожара у Будиму. Његове проповеди су изашле као књига, у два издања 1796. и 1807. године. Бави се писањем и превођењем са грчког језика, и остало после његовог упокојења неколико рукописа. Поп Петар Витковић је имао три сина и кћерку. Синови - Михаил био је табуларни адвокат (српског и мађарског језика) и "поета", Гаврил је био купац, а најмлађи Јован Витковић - је постао свештеник, наследивши оца у парохији.
Најпознатији и најзнаменитији Србин Јегарац био је Михаило Витковић (1788—1829) адвокат пештански и књижевник српски и мађарски. Рођен је у Јегри, као син православног свештеника Петра. Његова велика заслуга је то што је 1821. године превео наше српске народне песме на мађарски језик, на страни језик - седам година после Вука. Витковић је потомак значајне породице, и током свог рада тежио је приближавању Срба и Мађара. Писао је на мађарском језику расправе о Србима, о њиховом имену, вери, историји и песништву. На српском језику је много мање писао, него на мађарском. Објавио је једину књигу на српском језику: "Спомен Милице", и много песама и прилога по часописима. Ђорђе Поповић је скупио његове радове и објавио у едицији Браће Поповић, наслов: "Скупљени списи Михаила Витковића". У истој библиотеци је штампан поменути роман, као и превод са мађарског: "Песников роман". Постхумно су објављене и још две драме, преведене са немачког. Мађари су 1878. године свечано обележили његову стогодишњицу рођења у Јегри. Том приликом су на тамошњи парохијски дом, поставили спомен-плочу да се у тој кући родио "мађарски књижевник Михаило Витковић". Наредне, 1879. године Јосиф Сворењи је објавио на мађарском језику дело: "Дела Михаила Витковића", у три књиге, са предговором, његовим животописом и разним критичким белешкама. Његов синовац је био Гаврило Витковић професор. Портрет Михаила Витковића насликао је 1813. године уметник Донат, када је писцу било 35 година. Оригинал те слике се налази у згради Мађарске академије у Пешти. У извештају академијином из 1872. године, види се да ју је на њену молбу, поклонио у име породице рођак Никола Витковић, тамошњи адвокат.
Из знамените јегарске породице је и Јован Витковић будимски парох и протопрезвитер, и књижевник. Рођен је у Јегри 1785. године као син поп Петра, објавио је неколико краћих радова и био од 1827. године цензор књига, новина и календара при Пештанском универзитету.
Цар Јосиф II је дао инструкције Пештанском срезу, у тачки бр.10: Да "Рајце (Србе) и неунијатске Грке" који се ту задржавају због трговине и ради разних корисних заната, у том срезу особито у Будиму, Јегри, Сент-Андреји и другим крајевима, треба "понајбоље заклањати од сваког злостављања, јер они терају заиста промет за велику државну хасну". Арон Георгијевић, родом из Земуна, дошао је из манастира Хопово 1793. године у Јегру, где је следеће три године провео као капелан.
Културна хроника Јегараца Срба почиње од 18. века, када су Рајићево популарно дело узели тамошњи житељи 1794. године. Били су то културни појединци - купци из "Егре": Сава Савић, Стефан Димитријевић и Антоније Радојевић. Уз њих је поп Петар Витковић парох. Парох "Егре" био је 1801. године поп Петар Витковић (1754—1808), пренумерант прве књиге Стојковићеве "Физике". Уз њега се као пренумерант истог дела јавља његов, много познатији син Михајло Витковић - "свршених наука филозофских и јуридичких (правних)". Поп Петар је био рођени Јегарац, и прво је парох у Јегри, па у Будиму, где је и умро. Објавио је два краћа списа (надгробне говоре) 1788. и 1805. године. Сматран је за првог међу српским тадашњим проповедницима.
Много је Срба претплатника који су купили Стојковићеву другу, истог имена књигу 1802. године. Били су то: Сава Савић месни директор школски, Јосиф Витановић учитељ (и 1805), Лазар племенити от Фехирвари, те грађани Стефан Димитријевић (и 1805), Георгије Јорговић, Петар Закић, Јован Будаи, Пулхерија Димитријевић (ученица), Петар Савић, Андреј Димитријевић, Георгије Братковић, Михаил Поповић, Арсеније Стаић, Јован Грујић и Ефтимије Стојановић (и 1805). Читалачка публика јегарска се редовно одазива скупљачима претплате, тако да и 1805. године знамо купце српске књиге. Три грађанина јегарска трговца набавили су српску књигу 1810. године. Били су то Сава Савић, Петар Рајић и Петар Џокарић. Вукову "Писменицу србског народа" набавио је 1814. године у Јегри, бивши учитељ а тадашњи солар Никола Поповић. Дело "Историју трговине" објављену 1816. године купио је у Пешти, Андреј Сретић из "Егре". Следеће године, 1817. исти купац наручује нову популарну књигу од писца Видаковића. Купци српске књиге су 1822. године били из Јегре: Николај Поповић солар и Петар Савић трговац. Солар Поповић је раније био учитељ "Нормалне" школе, па се посветио уноснијом делатношћу. Правну књигу о наслеђу претплатом су добили 1823. године образовани појединци из Јегре. Били су то јуристи - Димитрије от Рогулић и Михаил Николић, затим солар Николај Поповић, купец Георгије Радиновић, Марија Савић и две "купеческе калфе" - Георгије Влаховић и Јован Михајловић. Књигу о правилној исхрани - макровиотици и дуговечности добили су 1826. године претплатом у Јегри, Андреј Сретић трговац и сенатор и Новосађанин млади Петар Нешковић слушатељ права. Популарну књигу Коцеба, преведену на српски језик узели су и читаоци у Јегри: Гаврил Грегоровић парох месни, Јован Михајловић, Андреј Будим и Константин Лончаревић. Славни српски "списатељ" поп Павел Стаматовић јавља се 1834. године, као администратор јегарске парохије. Објавио је у Јегри своје популарно национално дело "Млади Сербљанин у всемирном царству".
По државном шематизму православног клира из 1846. године, место Agria (Јегра) припада Бачкој епархији и Сегединском протопрезвирату. Православно парохијско звање је основано и црквене матичне књиге се воде од 1740. године. Први подаци о српској цркви у Јегри су из 1663. године. У парохији је православни храм посвећен летњем Св. Николи, грађен у 18. веку, након велике сеобе. То је монументална грађевина у неокласицистичком архитектонском маниру, чија је градња почела 25. августа 1729. године. Радове ће започети нови парох поп Атанасије Поповић по свом доласку у Јегру, 20. марта 1728. године. Поставио је он поменутог летњег дана рано ујутро "кундамен" (фундамент?) олтару. Тачно три године касније, истог датума 1732. године почело је покривање цркве у Јегри. Посао је наставио нови свештеник поп Теодосије Миросављевић, који долази на парохију 4. марта 1733. године. Да би 1734. године био освећен жртвеник новог храма, од стране епископа бачког Висариона Павловића. На украшавање те православне богомоње се дуго чекало. У међувремену, 1747. године место напушта поп Михаил. Темпло је резбарио између два пролећа 1789-1791. године, билдахауер Никола Јанковић из Срема. Иконе на иконостасу су рад непознатих грчких сликара као и Антона Кухлмајстора, са почетка 19. века (1803—1804). Како је ту било богатих православаца Цинцара, на иконама су натписи на грчком језику исписани. Месни парох у Јегри је 1824. године био поп Гаврил Григоријевић. Јегарски парох поп Атанасије Гојић (1834—1838) објавио је четири кратка списа - две оде, надгробно слово и похвални спис, током 1828-1829. године. Црквени тутор у Јегри 1842. године био је Никола Поповић. Огласом је тражен учитељ и црквени појац који зна и грчким језиком појати. Постављен је те године за учитеља у Јегри, Михаило Маринкић. Број парохијана износи 1846. године 122 душе, а парох је поп Максим (или пре Милош?) Јанковић. Српска народна школа у месту постоји, али није наведен број ђака 1846. године. Катихета школе је поп Јанковић, а учитељ је био Петар Димитријевић.
Јеграчки купци српске књиге били су 1827. године, парох Гаврил Грегоровић и Николај Поповић царски солар (он и 1829). Претплату за српску књигу су дали 1829. године опет солар Поповић, и сенатор варошки Андрија Светић, адвокат Павел Васић те Георгије Радиновић црквени тутор. После 1832. године дошао је из Будима у Јегру поп Павле Стаматовић, да буде неколико година парох. Српски календар имао је своју читалачку публику у месту 1834. године. Набавили су га претплатом виђенији Срби Јегарци: Андреј Сретић сенатор, Павел Савић адвокат, Николај Поповић солар, Георгије Радиновић тутор, те месни трговци - Димитрије Ризнић (из Лемберга), Јован Михајловић, Урош Јакшић (из Бесермина) и Андреј Будим, и неки ђаци. Постојао је 1838. године у Јегри претплатнички пункт са тамошњим купцима једне мађарске књиге, преведене на српски језик. Били су то: поп Атанасије Гоић парох и месни катихета грчке и српске омладине, Андреј Сретић сенатор, Павел Савић адвокат, затим месни трговци Никола Поповић, Јован Михајловић и Андреј Будим, и два читаоца са стране. Постоји пре мађарске буне у Јегри (Егри) делује Српска читаоница, која скупља претплату за српске књиге. Тако године 1847. њени претплатници су били: Максим Јанковић администратор парохије, Теодор Живковић од Принц Прајзен регименте оберлајтант, као и још неколико грађана, студената и један ученик.
Срби у Јегри се 1845. године како пише један очевидац "непрестано умањивају". Купац једини из Јегре, Вукове књиге песама 1846. године, био је грађанин Никола Поповић. Има их 1865. године 120 душа, у једној парохији четврте платежне класе. Као купци српске књиге јављају се у Јегри 1845. године, Андрија Марковић трговац и Владислав Терзић из Ђура. У Јегри су 1867. године мештани Срби и они млади Срби који се ту школују основали братску дружину под именом "Гора". Председник је тамошњи свештеник а улога да чувају и негују народност и језик српски. И женама је било дозвољено да учествују у раду.
Када су 1894. године дељене богословске стипендије, једну из Адамовићеве закладе од 400 ф. годишње, је добио Јован Маширевић свршени богослов и адвокат у Јегри.
Парох у Јегри 1886. године је стари поп Трифуновић. Јеромонах у Јегри, Митрофан Милутиновић добио је 1891. године, једном за свагда 200 ф. из јерархијског фонда. Одобрено је јегарској црквеној општини да крене са оправком цркве коју је ветар (бура) јако оштетио. Министрарство просвете Угарске исплатило је 1895. године, црквеној општини у Јегри последњи део помоћи од 2300 ф. Јеграрка Марија Рац рођена Хариш, по тестаменту оставила прилог јегарској православној цркви, које је пренето судским решењем 1896. године. Црквена општина Јегарска приложила 50 ф. за зидање српске велике гимназије новосадске 1897. године. Тада је поп Милош Папић био администратор парохије јегарске. Јеромонах Михајло Стојановић је био неколико година (око 1895) администратор јегарске парохије. Црквена општина јегарска је 1899. године набавила једно црквено звоно. У Јегри је 1901. године стечај отворен за упражњено место појца и перовође црквене општине, за плату појца 600 круна, а перовође 150 круна. Поп Теодор Милић је одређен 1903. године за администратора Јегарске парохије (то и 1905).
За Србе Сантовчане, који су се из католицизма вратили у православље, скупљани су прилози широм Српства. Тако је из Јегре стигло укупно 15 ф. које су дали: Српска православна црквена општина у месту, и Заклада Рац Хариш Марије.
Српски извор из 1905. године даје епилог вишевековног присуства Срба на том простору. За Јегру се каже да је варош, у којој живи 25893 становника у 2572 домова. Срба има мало, њих 37 живи у 11 кућа. Нема црквене општине већ је ту "заступство". Поп Димитрије Тимотијевић је "све"; и парох, и председник црквене општине и перовођа. Ту је парохија најниже шесте класе, има парохијски стан, има и српско православно гробље а најстарији споменици су из 18. века. Црква је у добром стању, али школе нема. Парох је поменути поп Тимотијевић родом из Сенте, који служи у месту годину дана и има седморо деце. Земљишњи посед је велики, имају 140 кј земље, а у исто време парох прима помоћ од епархије у новцу.
Радикалски вођ Новосађанин Јаша Томић је 1914. године, по отпочињању Првог светског рата од стране АУ државе, прво интерниран и затворен у Јегри. Црква у Јегри је као и многе друге у Мађарској 1926. године остала без православног свештеника.
Почетком 21. века у месту постоји српска православна црква посвећена Летњем Св. Николи (или преносу моштију Св. Николе). Налази се северно у односу на градско језго и тврђаву. Али храм је продат мађарској држави осамдесетих година 20. века, јер се није могао оправити од сопствених средстава. Надомак цркве је кућа Михаила Витковића и бивши парохијски дом. Српско православно гробље је санирано, а стари надгробни камени споменици пренети су у црквену порту. Регистровано је укупно, што припадајућих - што пренетих, укупно 67 комада, од којих је известан број поломљен.

## Привреда
У граду је у 19. веку био годишњи вашар са неколико термина. Тако је 1827. године одржаван "сајам" 10. јануара, 12. маја, 7. јула и 29. септембра. Јегра је познатно туристичко средиште са термалним изворима. Поред тога, град има очувано старо градско језгро, које допуњује туристичку понуду.
У граду постоји метална, прехрамбена и хемијска индустрија, те и винарско тржиште.
У изворима на основу којих је припреман Рјечник хрватскога или српскога језика Јегра се назива и Егар (Стулијев рјечник, Гласник Српског ученог друштва), Егра (рјечници Микаљин, Белин, Белостенчев, Волтигијев, Ђоре Палмотић, Старине ЈАЗУ), Егрија (Иван Гундулић), Јегар (Вуков рјечник, Ђуро Даничић, Стојан Новаковић, Павао Ритер Витезовић) и Јегра (Даничић, шематизам Митрополије карловачке из 1878).
Вук Караџић у Српском рјечнику из 1852. за Егер (Јегар) каже да је (стајаће) некако мјесто и цитира стихове из народне песме: "(Чиста злато, Јегрелија Мујо!) Ти нијеси друма погодио. / То не иде Јегру бијеломе, / Већ Јањоку (Анкони?, оп. прир.) граду каурскоме“. Јегрелија је застарели назив за становника Јегра, ми бисмо данас рекли Јегранин или Егерац.
Види још: Црква Светог Николе у Јегри

## Галерија
- Детаљ из старе Јегре
- Јегарски минарет
- Српска црква у Јегри
- Градска римокатоличка катедрала